# Козлово (гміна)
Гміна Козлово (пол. Gmina Kozłowo) — сільська гміна у північній Польщі. Належить до Нідзицького повіту Вармінсько-Мазурського воєводства.
Станом на 31 грудня 2011 у гміні проживало 6325 осіб.

## Територія
Згідно з даними за 2007 рік площа гміни становила 254.01 км², у тому числі:
- орні землі: 76.00%
- ліси: 12.00%

Таким чином, площа гміни становить 26.44% площі повіту.

## Населення
Станом на 31 грудня 2011:
| Опис     | Загалом | Загалом | Чоловіки | Чоловіки | Жінки | Жінки |
| -------- | ------- | ------- | -------- | -------- | ----- | ----- |
| одиниця  | осіб    | %       | осіб     | %        | осіб  | %     |
| все      | 6325    | 100     | 3220     | 50.91    | 3105  | 49.09 |
| міське   | 0       | 100     | 0        |          | 0     |       |
| сільське | 6325    | 100     | 3220     | 50.91    | 3105  | 49.09 |

## Сусідні гміни
Гміна Козлово межує з такими гмінами: Ґрунвальд, Дзялдово, Домбрувно, Ілово-Осада, Нідзиця, Ольштинек, Яновець-Косьцельни.